# Инхеньеро-Якобаччи
Инхеньеро-Якобаччи (исп. Ingeniero Jacobacci) — город и муниципалитет в департаменте Вейнтисинко-де-Майо провинции Рио-Негро (Аргентина).

## История
Изначально возникшее здесь поселение было известно по индейскому названию этого места — Уауэль-Ниеу (Huahuel Niyeu), которое в переписи 1912 года было записано как «Уауэль-Ниен» (Huahuel Nyen), а в переписи 1920 года — как «Уауэль-Ниео» (Huahuel Niyeo). Рост населённого пункта начался после того, как в 1910-х годах здесь была проведена железная дорога.
В 1944 году населённый пункт был переименован в Инхеньеро-Якобаччи в честь итальянского инженера Гвидо Якобаччи (1864—1922), который построил в Аргентине ряд железных дорог, включая линию Вьедма—Сан-Карлос-де-Барилоче.